# 저스트 반 로섬
저스트 반 로섬(네덜란드어: Just van Rossum)은 네덜란드의 그래픽 디자이너 겸 소프트웨어 개발자다. 베오울프 서체로 널리 알려진 그래픽 디자인 회사 렛에러(LettError)의 공동창업자로, 헤이그 왕립예술원에서 교수로 재직 중이다. 형 귀도 반 로섬은 파이썬을 만들었다.

## 소프트웨어

### RoboFog
1990년대 초, 저스트 반 로섬은 동업자 에릭 반 블록랜드의 형제인 피터 반 블록랜드와 협업해 로보포그 소프트웨어를 개발했다. 로보포그는 폰토그래퍼(Fontographer)라는 구식 글꼴 편집기의 코드를 기반으로 탄생한 소프트웨어다. 요약하자면, 디자이너가 프로그래머처럼 디자인하고 사용자 인터페이스를 변경할 수 있도록 도와주는 파이썬 인터프리터라고 볼 수 있다. 원래의 폰토그래퍼 코드는 곧 인기를 잃었고 이는 로보포그의 사용자가 폰트랩(FontLab)과 같은 소프트웨어로 갈아타는 계기가 된다.

## 주요 서체
- FF Beowolf[1]
- ITC Officina Serif (EF)[4]
- Phaistos[5]
- FF Beosans
- FF Justlefthand
- FF Advert
- FF Schulschrift
- FF Schulbuch
- FF Brokenscript
- FF Stamp Gothic
- FF Confidential
- FF Flightcase
- FF Karton
- FF Dynamoe
- FF Double Digits[6]
- Twin[7]